# Романтический герой
Романтический герой — один из художественных образов литературы романтизма.

## Характеристика
Романтик — исключительная и часто таинственная личность, которая пребывает обычно в исключительных обстоятельствах. Столкновение внешних событий перенесено во внутренний мир героя, в душе которого происходит борьба противоречий. В результате такого воспроизведения характера романтизм чрезвычайно высоко поднял ценность личности, неисчерпаемой в своих душевных глубинах, открыв её неповторимый внутренний мир. Человек в романтических произведениях также воплощён с помощью контраста, антитезы: с одной стороны, он понят венцом творения, а с другой — безвольной игрушкой в руках судьбы, неведомых и неподвластных ему сил, играющих с его чувствами. Поэтому он часто превращается в жертву своих собственных страстей. Также обычно герой малого лиро-эпического произведения.
Романтический герой одинок. Он или сам бежит из привычного, удобного для других мира, который кажется ему тюрьмой. Или он является изгнанником, преступником. В опасный путь его гонит нежелание быть как все, жажда бури, стремление помериться силами.
Для романтического героя свобода дороже жизни. Для этого он способен на всё, если чувствует внутреннюю правоту. Романтический герой — цельная личность, в нём всегда можно выделить ведущую черту характера.